# Channarong Promsrikaew
Channarong Promsrikaew (thailändisch ชาญณรงค์ พรมศรีแก้ว; * 17. April 2001 in Samut Prakan), auch als Nueng bekannt, ist ein thailändischer Fußballspieler.

## Karriere

### Verein
Channarong Promsrikaew erlernte das Fußballspielen in den Jugendmannschaften der  Erstligisten Muangthong United und Chonburi FC. Bei letzterem wurde er bis Ende 2018 wurde er hauptsächlich in der B-Mannschaft eingesetzt. Das B-Team spielte in der vierten Liga, der Thai League 4, in der Eastern-Region. 2018 wurde er als Jugendspieler viermal in der ersten Mannschaft eingesetzt. Die erste Mannschaft spielte in der ersten Liga, der Thai League. 2019 unterschrieb er hier auch seinen ersten Profivertrag. Dreimal kam er in der Saison 2019 in der ersten Liga zum Einsatz. Von Januar 2020 bis Juni 2020 wurde er an den ebenfalls in Chon Buri beheimateten Drittligisten Banbueng FC ausgeliehen. Im Juli 2021 wechselte er dann auf Leihbasis weiter zum spanischen Viertligisten AD Unión Adarve. Für den Verein aus der Hauptstadt Madrid absolvierte er 14 Ligaspiele und traf dabei einmal. Nach der Ausleihe kehrte er im Juni 2022 nach Chonburi zurück. Am Ende der Saison 2023/24 belegte er mit Chonburi den 14. Tabellenplatz und musste somit in die zweite Liga absteigen. Am Ende der Saison 2024/25 feierte er mit Chonburi die Zweitligameisterschaft sowie den Aufstieg in die erste Liga.

### Nationalmannschaft
2018 absolvierte Channarong Promsrikaew vier Partien für die thailändische U-17-Nationalmannschaft und erzielte dabei fünf Treffer. Im folgenden Jahr schoss er in elf Spielen drei Tore für die U-19-Auswahl. Seit März 2022 ist er  für die U-23 seines Landes aktiv. Hier bestritt er bisher acht Spiele. Am 25. September 2022 gab er sein Debüt in der A-Nationalmannschaft. Hier kam er in einen Freundschaftsspiel gegen Trinidad und Tobago zum Einsatz. Im Dezember 2022/Januar 2023 kam er bei der Südostasienmeisterschaft zum Einsatz. Hier konnte man sich in den beiden Endspielen gegen Vietnam mit insgesamt 3:2 durchsetzen. Im Oktober 2024 nahm er mit der Mannschaft am King’s Cup 2024 teil. Im Endspiel am 14. Oktober 2024 im Tinsulanon Stadium in Songkhla besiegte man das Team aus Syrien mit 2:1.

## Erfolge

### Verein
Chonburi FC
- Thailändischer Zweitligameister: 2024/25  ▲

### Nationalmannschaft
Thailand
- Südostasienmeisterschaft: 2022
- King’s Cup: 2024